# Föld
A Föld (görögül: Γαῖα – Gaia, latinul: Terra vagy Tellus) a Naptól számított harmadik bolygó a Naprendszerben, ahol a legnagyobb átmérőjű, tömegű és sűrűségű Föld-típusú bolygó.
Több millió faj, köztük az ember élőhelye is. A Föld a világegyetem egyetlen olyan bolygója, amelyről tudjuk, hogy életet hordoz. Jelenlegi ismereteink szerint 4,44–4,54 milliárd éve alakult ki, és a felszínén mintegy egy milliárd év múlva az élet is megjelent. Azóta a bioszféra jelentősen megváltoztatta az atmoszférát, és más, biotikus összetevőit. Ezzel lehetőség nyílt az aerob organizmusok osztódásos szaporodására, és létrejött az ózonréteg, amely megszűri a Nap felől érkező ultraibolya sugárzást. A Föld felszínét a Föld mágneses mezője védi a nagyenergiájú kozmikus sugárzástól. A Naprendszer külső körülményei a várakozások szerint még mintegy 1,5 milliárd évig támogatják az élet jelenlétét, de ezután a mind fényesebbé váló Nap el fogja tüntetni a bioszférát.
A földkéreg több különálló részre, tektonikai lemezekre töredezett, és ezek az elmúlt évmilliók során, és jelenleg is folyamatosan mozognak egymáshoz képest. A felszín nagyjából 71 százalékát sós vizű óceánok, a fennmaradó területet kontinensek és szigetek foglalják el. Nem tudunk más olyan bolygóról, aminek felszínén folyékony víz található, márpedig az a földi élet elengedhetetlen feltétele. A Marson valaha volt víz, de ma már csak legfeljebb nyomokban, jéggé fagyva fordulhat elő. A Föld belseje aktív maradt. Részei a Goldschmidt-modell szerint:
- a viszonylag szilárd földköpeny,
- a folyékony, a mágneses térért felelős külső mag és
- a szilárd, vas- (nikkel-)szulfidosnak tekintett belső mag.

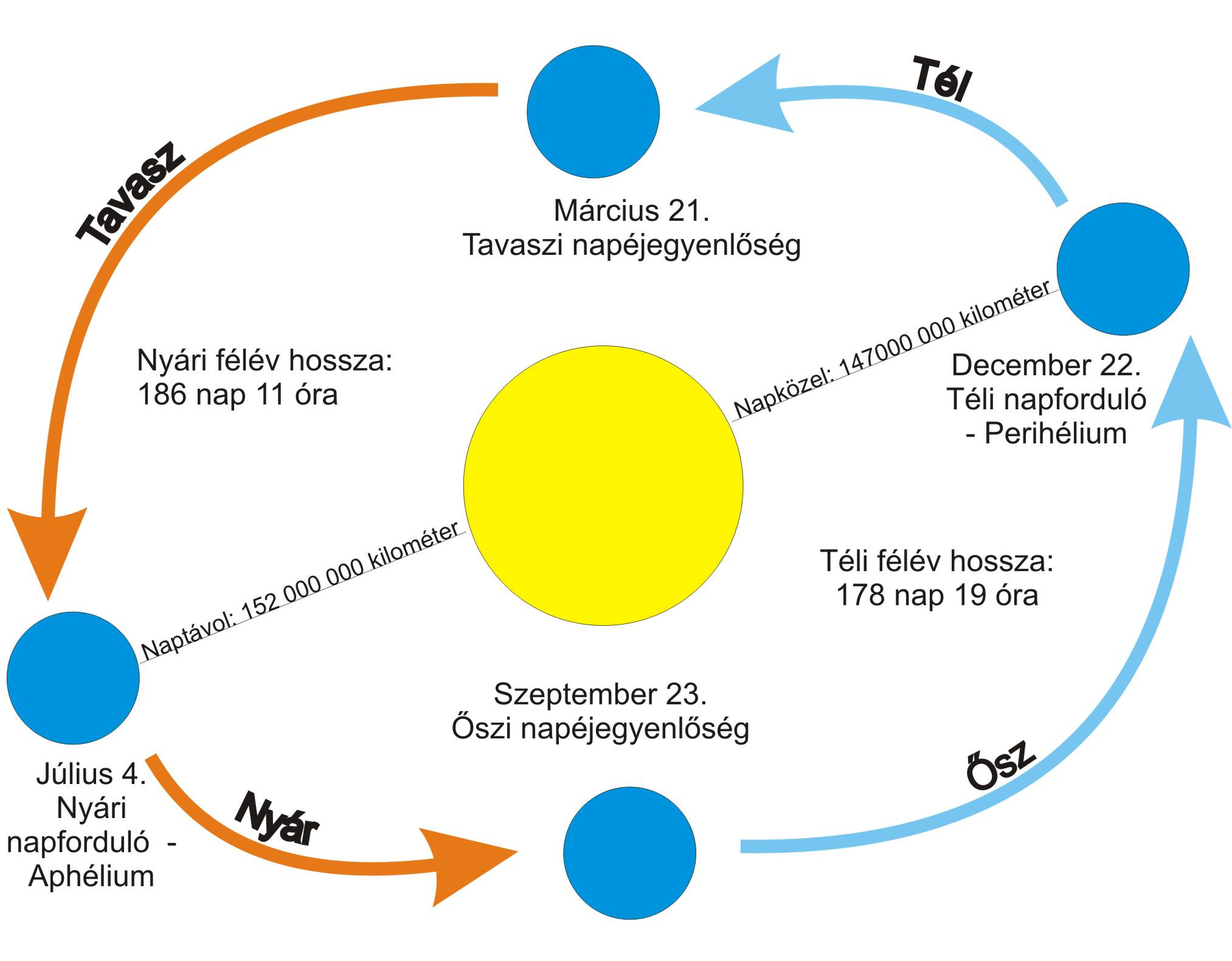
A Föld pályája a Nap körül (a méretek nem arányosak)

A Föld (elvileg) minden testtel gravitációs kapcsolatban áll a világűrben. Ezek közül gyakorlatilag legjelentősebb a Nap és a Hold gravitációs hatása. Amíg a Föld megkerüli a Napot, addig nagyjából 366,26-szor megfordul saját tengelye körül. Ez az időszak egy sziderikus év, ami nagyjából 365,26 sziderikus napig tart. A Föld tengelyének ferdesége a keringési síkra bocsátott merőlegeshez képest 23,4°. Ennek következményei az évszakok. A Föld egyetlen természetes holdja, a feltételezett 4,53 milliárd éve létrejött Hold vonzása alakította ki az árapályt, amely egyensúlyban tartja a tengelyferdeséget és valamelyest lassítja a bolygó forgását. Az óceánok kialakulásában egyes elméletek szerint a bolygó történetének korai szakaszában nagy szerepet játszott egy üstököseső. Később a felszínt kisrészt kisbolygók becsapódásai alakították még, azonban ezek szerepe elhanyagolható a tektonika és a lepusztulás mellett.
A bolygó egész felszínét belakó emberiség az ásványkincseket és az élőlényeket is hasznosítja. A nagyjából 200 szuverén állam kapcsolatainak fő formái a diplomácia, az utazás, a kereskedelem és a hadi tevékenységek. Az emberek sokféleképpen képzelték el a Föld jellegét és kialakulását az isteni megszemélyesítéstől a lapos Föld elméletén át napjaink integrált, tudományos világképéig. Ember először 1961-ben hagyta el bolygónkat, amikor Jurij Gagarin fölrepült a világűrbe.

## Kialakulása (elmélet)
A Föld hét másik bolygótársával, a körülöttük keringő holdakkal, kisbolygókkal, törpebolygókkal, üstökösökkel és meteorokkal, valamint csillagunkkal, a Nappal együtt a Naprendszer tagja. Galaxisunk, a Tejútrendszer 200–400 milliárd csillagból áll. (Az átlagos Föld-Nap távolságot csillagászati egységnek (CsE) nevezzük.)
Az emberiség évezredek óta kutatja a Föld keletkezésének a titkát. Az ókori és középkori tudósok Istennek tulajdonították a Föld keletkezését. Az 1700-as években a természettudományok fejlődése rohamosan felgyorsult, ennek következtében egyre több elmélet született a Föld keletkezésére vonatkozólag. A mai modern teóriák a régebbi elméletek részleteit is tartalmazzák, miszerint a Nap és bolygói por- és gázfelhőből alakultak ki. Ez az anyag kb. 4,6 milliárd éve kezdett összehúzódni, forgása felgyorsult. A középpontban kialakuló sűrű gázgömbből alakult a Nap, a kívül maradt felhőben pedig kristályos anyagok maradtak fenn és csapódtak ki a fokozatos lehűlés következtében. A Nap körüli felhő kristályos anyaga fokozatosan csomósodott előbb kis méretű égitestekké (planetezimálok), majd nagyobb tömegű égitestekké, végül a bolygókká.
Újabb kutatások során a vas izotópjainak eloszlása alapján arra a következtetésre jutottak, hogy a Föld viszonylag „gyorsan”, 5 millió év alatt alakult ki (korábban úgy gondolták, hogy ehhez több tízmillió év kellett).

## Felépítése
Kezdetben, kb. 4,6 milliárd éve a Föld izzó, olvadt állapotban volt, a gravitáció hatására ekkor alakult ki a gömbhöz hasonló formája. Ebben az állapotban különböző rétegek alakultak ki, amelyek – a planetáris differenciálódás során – sűrűségüknek megfelelően gömbhéjakba (geoszférákba) rendeződtek. E folyamat során alakult ki a földbelső jelenlegi tudásunk szerinti szerkezete: legkívül van a földkéreg, ezen belül található a földköpeny, és legbelül a külső és belső magból álló földmag. Később, amikor a kéreg megszilárdult és megindultak a vulkanikus folyamatok, a kéreg lemezekre töredezett (vagy sosem állt össze egységes szilárd kéreggé), majd kialakult egy újabb, gázokból álló gömbhéj, a légkör is, valamint a felszínen egy – bolygóméreteket tekintve vékony – részleges vízborítás is kialakult. Tudományos feltételezések szerint a Földön található víz a korai időszakban becsapódó aszteroidákból származik.
A Föld belső felépítéséről közvetlen bizonyítékokkal nem rendelkezünk, hiszen az eddigi legmélyebbre hatolt mélyfúrás, az oroszországi Kola-félszigeten fúrt szupermély fúrás is csak 12 261 méterre hatolt le a felszín alá, de még ez is bőven a kéregben maradt. A belső szerkezet megfigyelésére közvetett módszert, a földrengések megfigyelését használják a szakemberek. A Föld – vagy bármilyen bolygó – belsejében levő anyag fizikai tulajdonságainak változása a földrengéshullámok terjedési sebességének változását okozza, és ezen változások mérésével állapítható meg, hogy hány helyen változnak meg az anyag tulajdonságai, hány fizikailag elkülönülő belső rész mutatható ki.

### A Föld alakja

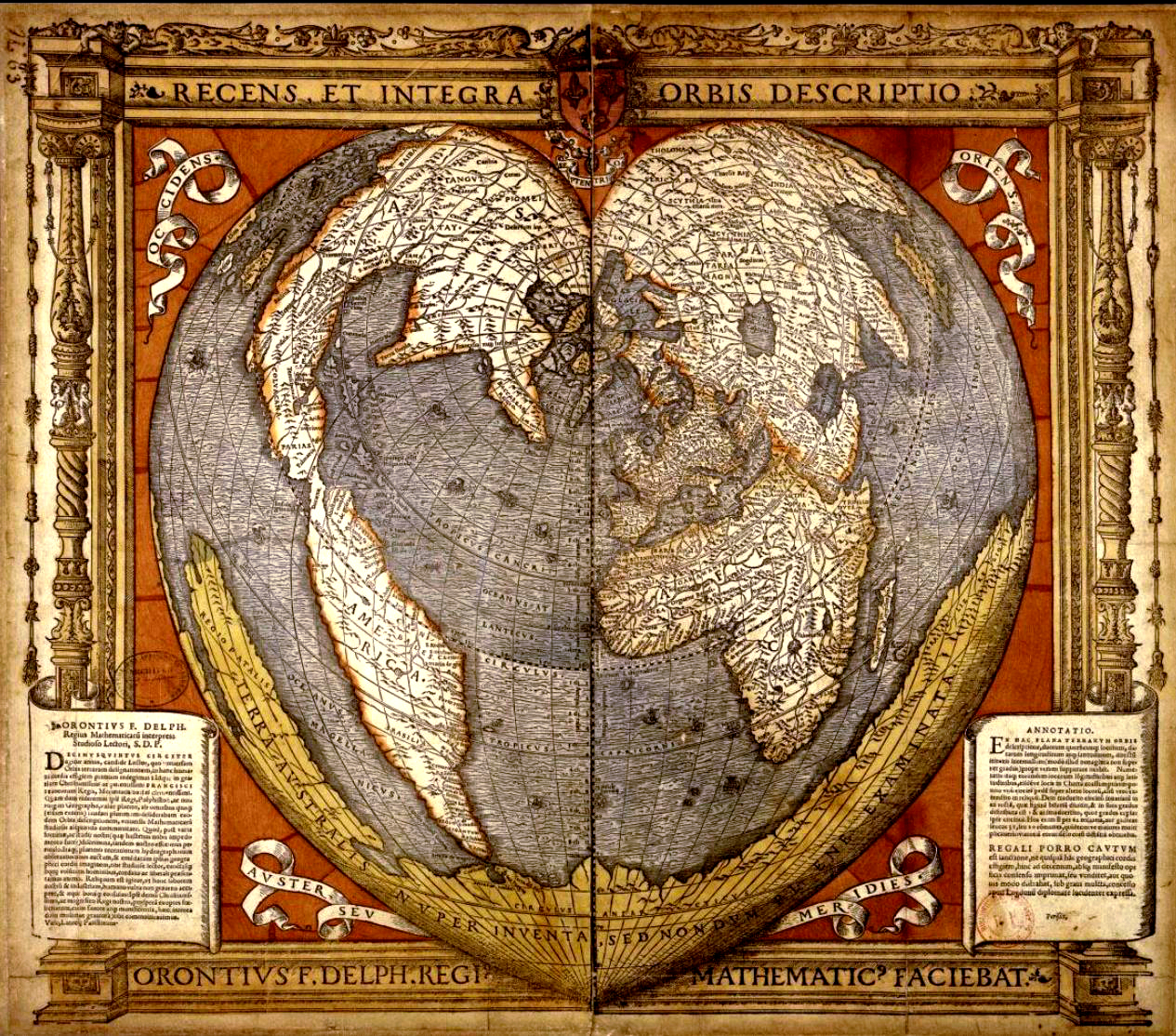
Oronce Fine, Mappemonde en forme de cœur montrant la Terre australe Recens et integra orbis descriptio, Paris, 1536

A Föld alakját alapvetően két fizikai hatás határozza meg: az általános tömegvonzás, amellyel minden egyes tömegrészecske hat az összes többire, továbbá a Föld tengely körüli forgása. A Földhöz rögzített forgó koordináta-rendszerben a tömegvonzás és a forgó koordináta-rendszerből adódó centrifugális erő kölcsönhatására létrejövő, elméletileg forgási ellipszoid alakú folyadékszerű testhez a tényleges Föld-alak nagyon közel áll: e hidrosztatikus egyensúlyi alaktól csak helyenként tér el. A magashegységek és a mélytengeri árkok területén a fizikai földfelszín nem követi az elméleti felületet, mert itt más hatások is közrejátszanak a felszín alakításában. Az elméleti földalak, a geoid, azaz nehézségi gyorsulásnak a közepes tengerszinttel egybeeső potenciálfelülete ezeken a területen a kőzetfelszínt nem követi.
Gyakorlati okokból éppen ezért általában egyszerűsített modellt használunk a Föld alakjaként. A geodéziában lapult forgási ellipszoiddal helyettesítjük a geoidot, de néha a még egyszerűbb gömbi közelítés is megfelelhet. Gömbi közelítésnél a közepes földsugárral (R) számolunk. Ez esetben is a modellnek ugyanolyan a forgása és akkora a tömege, mint a valódi Földnek. Ha a a Föld egyenlítői és b a sarkokon mért sugara, akkor {\displaystyle f={\frac {a-b}{a}}} adja meg az ellipszoid lapultságát. Ekkor a gömbi és az ellipszoidi térfogatok egyenlőségének felírásával {\displaystyle R^{3}=a^{2}b} egyenletre jutunk, amiből R meghatározható. A bonyolultabb modellek paramétereit a földközeli műholdak pályájának mérései alapján számítják.
A Föld alakjának (a geoidnak) egyik elfogadott globális közelítése a WGS84 (World Geodetic System) elnevezésű geodéziai dátum, mely nem más, mint egy tömegközépponti elhelyezésű forgási ellipszoid, ahol a fél-nagytengely hossza 6 378 137 méter, fél-kistengely hossza 6 356 752,314 m. Az eltérés alig 0,33% a két tengely között, ezért lehet a gömb is jó közelítés. Amennyiben nem a globálisan jó illeszkedés a cél, hanem valamely kontinenst vagy még kisebb területet térképezünk, akkor más, helyileg jobban illeszkedő dátumot használunk. Magyarországon például az IUGG67 ellipszoidból képzett HD72 dátum jobban írja le a felületet, ezért a magyar polgári térképezés többnyire ezt az alapfelületet használja.

### Belső szerkezete
A Föld belső része öves felépítésű, az övek elhelyezkedése, kiterjedése, sőt esetenként mozgása is jól ismert ma már. Az övek összetételét illetően azonban még feltételezésekre, elméletekre kell hagyatkozni, mivel a legfelső 30–70 km-t leszámítva ez teljesen ismeretlen. A Föld öveinek kémiai összetételét vizsgáló elméleteknek magyarázatot kell adni az ismert jelenségekre, a Föld átlagsűrűségére, és meg kell felelnie a kozmológiai ismereteinknek is.
A Föld szerkezetére vonatkozó legismertebb elmélet az úgynevezett Goldschmidt-féle vasmagos modell. Ez kémiailag inhomogén öveket tételez fel, amelyben egyszerű ülepedés hatására a mélyebb rétegek a nagyobb fajsúlyú anyagokat tartalmazzák. Magyarázatot ad a felszíni kőzetek sűrűsége és a Föld átlagsűrűsége közötti eltérésre, valamint a mágneses mezőre. A vasmagos modellben a zónák elnevezését az azt alkotó elemek gyakorisága adja. Fentről lefelé: sial (szilicium, aluminium), sima (szilícium, magnézium), crofesima (króm, vas, szilicium, magnézium), nifesima (nikkel, vas, szilicium, magnézium), nife (nikkel, vas).
A Föld öves szerkezetének létrejöttét az Egyed László-féle vasmag nélküli modell kémiailag homogénként írja le, amelyben kizárólag a nyomás és a hőmérséklet változásai hozzák létre a szeizmológiailag mérhető övezethatárokat. A Föld átlagsűrűségét a magban található elfajult anyag növeli meg, a mágnesességet ugyanennek az elfajult anyagnak a mozgása hozza létre. A modell szerint a kéreg alatti konvekciós áramlatok olyan keveredést okoznak, ami meggátolja a fémes (nehéz) elemek leülepedését. Ez az elmélet vetette fel először a táguló Föld elképzelését. Ebből a modellből származik a kéreg, köpeny, mag övek megnevezése.

#### Földkéreg

A Föld belső szerkezete a magtól a felső köpenyig

A földkéreg Földünk legkülső kőzetburka. Halmazállapota szilárd, magmás, metamorf vagy üledékes kőzetekből épül fel. Vastagsága átlagosan 30–40 km, bár rendkívül tág határok között változik: az óceánok alatt 6–7 km, a szárazföldek területén pedig 35 km, ám néhol eléri a 70 km-t is. Ezek alapján a kérget szokás óceáni és kontinentális kéregre osztani, amely felosztás nemcsak a földrajzi elhelyezkedés, hanem a kémiai összetétel okán is megalapozott. Az óceáni kéreg anyaga vékonyabb és szinte kizárólag bazaltból áll, átlagsűrűsége 3 g/cm3. A szárazföldi kéreg egy 15–20 km mélységben húzódó vonal mentén további két részre osztható: a felső, alumíniumban, szilíciumban és alkáli fémekben gazdag (tehát jobbára alumoszilikátokból és kvarcból álló) gránitos, valamint az alsó, több vasat és magnéziumot tartalmazó (tehát főleg ezek szilikátjaiból álló) bazaltos kéregre.
A kéreg hőmérséklete a mélységgel változik, a felszínen a Nap melegítő hatására a hőmérséklet változó, ám néhány tucat méter után állandó lesz és onnan kilométerenként nagyjából 30 °C-kal növekszik a hőmérséklet, egészen a köpeny határáig, ahol kb. 400 °C-ot ér el. A kérget hordozó köpenyben végbemenő anyagáramlások, a konvekció miatt a kéreg nagyobb táblákra, ún. litoszféra-lemezekre töredezett, amelyek folyamatosan vándorolnak, mozognak.
A vékony réteg térfogata a Föld össztérfogatának mindössze 1%-át teszi ki.
A kéreg felszíne folyamatos megújuláson megy keresztül a vulkáni és eróziós folyamatok, illetve a szubdukció miatt, ezért a felszíni kőzetek átlagéletkora mindössze 2 milliárd év, míg a legrégebbi kéregmaradvány, a nyugat-ausztráliai Narryer Gneisz Formáció 3,9 milliárd éves.

#### Földköpeny
A földköpeny a földmagot beburkoló vastag, mintegy 2900 km széles rendkívül magas viszkozitású, helyenként szilárd réteg. Alsó határa a külső földmaggal, felső határa pedig a földkéreggel kapcsolja össze. A kéreg és a köpeny határát az ún. Mohorovičić diszkontinuitás (vagy egyszerűsítve: Moho) jelöli ki, egy határ, amely alatt a földrengéshullámok sebessége ugrásszerűen megnövekszik. A földköpeny és a földmag határán (a köpeny legalsó rétegeként) egy vékony, úgy 200 kilométeres réteg is található, az ún. „D-réteg”. Az alsó köpeny és a földmag határát is egy jól elkülöníthető határréteg jelöli ki, ezt nevezik Gutenberg-Wiechert felületnek.
Szeizmológiai mérések alapján a köpeny több jól elkülönülő részre osztható. A felső köpeny a kéreg alatti 7—35 kilométeres mélységtől 410 kilométerig terjed. A felső köpeny legfelső rétege szilárd, az alsó része képlékeny. Előbbit és a kérget együtt litoszférának nevezzük, utóbbit pedig asztenoszférának. A litoszféra alja kb. 100–150 km, az asztenoszféráé kb. 410 km. A képlékenységet a viszkozitással fejezzük ki. A földköpeny anyagának képlékenysége a mindennapi érzekelésünk szerint rendkívül viszonylagos, inkább mondanánk szilárdnak, a viszkozitási érték {\displaystyle 10^{21}} és {\displaystyle 10^{24}} Pascal·másodperc (Pa·s), a mélységtől függően. (Összehasonlításul például a víz viszkozitása {\displaystyle 10^{-3}} Pa·s, míg a bitumené {\displaystyle 10^{7}} Pa·s. A felső köpeny alatt az átmeneti réteg, vagy mezoszféra található, amely 660 km mélységig tart. Ez a réteg nagyon bonyolult geológiailag (az áthaladó rengéshullámok sebessége térségenként változó) és markánsan elválasztja a felső köpenyt az alsó köpenytől. Az alsó köpeny pedig a 660-2900 kilométer közötti mélységet tölti ki. Ez utóbbiról viszonylag kevés ismeretünk van, azt viszont tudjuk, hogy szeizmológiailag lényegében homogén gömbhéj.
A Föld tömegének 68%-a a földköpenyben található, miközben a térfogat 84%-át képviseli. Anyagát feltételezések szerint vasban és magnéziumban gazdag szilikátok alkotják.
A köpeny övessége rugalmassági tulajdonságok változásaival, illetve a növekvő nyomás és hőmérséklet hatására az ásványok szerkezetében beinduló fázisátalakulásokkal magyarázható. A köpeny hőmérséklete és a benne uralkodó nyomás a mélységgel változik: a kéreg határánál 500 és 900 °C közötti, míg a maggal határos alsó részeken hozzávetőleg 4000 °C feletti hőmérséklet uralkodik. Paradox módon bár a legtöbb kőzet olvadáspontja legfeljebb 1200 °C, és a köpeny nagy részében ennél melegebb van, a köpeny fizikai tulajdonságait tekintve gyakorlatilag szilárdnak tekinthető. A köpeny alsó részében a nyomás közel 136 GPa. A felszínen tapasztalható vulkáni működés vagy lemeztektonika a köpenyben működő mechanizmusok hatására működő folyamat.

#### Földmag
A Föld legbelső szerkezeti egysége, a legbelső gömbhéj a földmag. Ahogy a magot körülvevő köpeny, így ez is két viszonylag önálló részre osztható: a külső magra és a belső magra. Szeizmikus vizsgálatok szerint a belső mag nagyjából 1220 km földsugárig, a külső mag pedig további közel 2300 kilométerig terjed. A külső mag folyadékszerűen viselkedik, a belső mag szilárd, mindkettő fő alkotóelemei nehézfémek, elsősorban vas és kisebb mennyiségben nikkel. A szilárd belső mag létezését 1936-ban fedezte fel Inge Lehmann. A belső magban a legújabb kutatások szerint a vasnál nehezebb elemek is jelen vannak, a külső magban viszont a vasnál könnyebb elemek találhatók. A mag két részét tehát a kémiai összetétel és a halmazállapot (vagy az annak megfelelő viselkedés) különbözteti meg egymástól. A földmag határát az ún. Gutenberg-Wiechert-felület jelenti, egy szeizmológiai szempontból markáns határvonal, amelynél a földrengéshullámok sebessége jelentősen lecsökken. A külső és belső mag határát egy újabb felület, a Lehmann-felület jelöli ki, amelynél a földrengéshullámok sebessége ismét megnövekszik.
A mag összetétele minden valószínűség szerint a Föld kialakulása kori olvadt állapotban végbement planetáris differenciálódás, vagy más néven „vas katasztrófa” során alakult ki. Ennek során a nehezebb anyagok lesüllyedtek a bolygó középpontja felé, a könnyebb anyagok pedig felemelkedtek a felszín felé. Mivel a kéreg átlagos 2600–3000 kg/m3-es sűrűsége kisebb, mint a globális átlagos 5500 kg/m3 sűrűségérték, a mag anyagának jóval sűrűbbnek kell lennie. Ebből feltételezhető, hogy a magban olyan anyagok fordulnak elő, mint az ozmium és irídium 23 g/cm3, platina 21,5 g/cm3, arany 19 g/cm3, higany 13,6 g/cm3 stb. A keletkezéstörténethez kapcsolódó elméletek szerint a földmag egy bizonyos kondritos meteorittípussal van rokonságban. Ezek a kondritok főként vasból és nikkelből állnak, és a Föld kialakulásakor a feltételezések szerint szerepet játszó bolygócsírák egy részének anyaga lehetett, amely az ütközések hőjétől való megolvadás közben került be bolygónk anyagai közé, és differenciálódott a belső részekben.
A külső mag folyékony anyagát a belső hő áramlásra kényszeríti, ami kiegészül még a Coriolis-erővel, ami erősíti az áramlást. Ez az áramlás bolygóméretű dinamóként működik és óriási mágneses mezőt gerjeszt. A szilárd belső mag nem vesz részt az erő gerjesztésében, vagy fenntartásában, viszont a stabilizálásában fő szerepet játszik. Szintén új keletű tudományos eredménynek számít annak megfigyelése, hogy a belső mag kissé gyorsabban forog, mint a bolygó külsőbb részei. 2005-ben modellezték tudósok, hogy a belső mag évi 0,3-0,5 fokkal gyorsabban forog, mint a felszín.
| A Föld metszeti ábrája (a bal oldali kiemelés nem méretarányos!) | Mélység (km) | Réteg-összetevők | Sűrűség (g/cm³) |
| ---------------------------------------------------------------- | ------------ | ---------------- | --------------- |
| A Föld metszeti ábrája (a bal oldali kiemelés nem méretarányos!) | 0–60         | Litoszféra       | —               |
| A Föld metszeti ábrája (a bal oldali kiemelés nem méretarányos!) | 0–35         | – Kéreg          | 2,2–2,9         |
| A Föld metszeti ábrája (a bal oldali kiemelés nem méretarányos!) | 35–60        | – Felső köpeny   | 3,4–4,4         |
| A Föld metszeti ábrája (a bal oldali kiemelés nem méretarányos!) | 35–2890      | Köpeny           | 3,4–5,6         |
| A Föld metszeti ábrája (a bal oldali kiemelés nem méretarányos!) | 100–700      | – Asztenoszféra  | —               |
| A Föld metszeti ábrája (a bal oldali kiemelés nem méretarányos!) | 2890–5100    | Külső mag        | 9,9–12,2        |
| A Föld metszeti ábrája (a bal oldali kiemelés nem méretarányos!) | 5100–6378    | Belső mag        | 12,8–13,1       |

### Tektonikus lemezek
|                      |                 |
| A lemez neve         | Terület 106 km² |
| Afrikai-lemez        | 78,0            |
| Antarktiszi lemez    | 60,9            |
| Ausztráliai lemez    | 47,2            |
| Eurázsiai lemez      | 67,8            |
| Észak-amerikai lemez | 75,9            |
| Dél-amerikai lemez   | 43,6            |
| Csendes-óceáni lemez | 103,3           |

A földkérget is tartalmazó litoszféra a mérések szerint nem egy szilárd, homogén struktúra, hanem több, kisebb-nagyobb lemezre tagozódott, mozgó rendszer. A tektonikus lemezek egymáshoz képest is, és a Föld viszonyítási rendszereihez (tengely, egyenlítő) is mozognak. A mozgás hajtóerejét, a földköpeny anyagáramai adják. Maguk a lemezek kötődnek a köpeny konvekciós zónáihoz, a hőmérséklet-különbségek miatti áramlások, és a kéreglemezek felosztása igazodnak egymáshoz. A Föld fejlődéstörténete során a kontinensek elvándoroltak kialakulásuk helyéről, az óceáni kéreg pedig folyamatosan megújul és fenntartja a szén-dioxid körforgását. A lemezek mozgása során háromféle tektonikus határvonal jöhet létre:
- konvergens vagy destruktív szegély (vagy aktív szegély), amikor a két lemez egymás felé sodródik, és amellyel szubdukciós zóna (mikor az ütközéskor létrejövő alakváltozás hatására mindkét lemez alábukik), vagy kontinensütközés jön létre(amikor is az egyik lemez pereme felgyűrődik). A mélytengeri árkokat általában szubdukciós zónákkal azonosítják, míg a magashegységek (pl. Himalája) az ütközések termékei;
- divergens vagy konstruktív szegély, amelynél a két lemez egymástól távolodik. Ilyenkor vulkanikus kúpok sora, hegységek jönnek létre a lemezeket szétfeszítő, feltörő lávából, ilyen például a Közép-atlanti hátság és az afrikai Nagy-hasadékvölgy;
- súrlódó vagy konzervatív szegély, amelyeknél a lemezszegélyek egymással párhuzamosan, de ellentétes irányban mozognak. Az egymásba ékelődő szegély-egyenetlenségek hatására folyamatosan feszültségek halmozódnak, szakaszos, hirtelen gyors mozgásokat okozva. Ilyen a kaliforniai Szent András-törésvonal.

A kőzetlemezek határvonalát gyakori földrengés, és vulkanikus tevékenység jellemzi, valamint a fenti felszíni jelenségek figyelhetők meg.

### A földfelszín

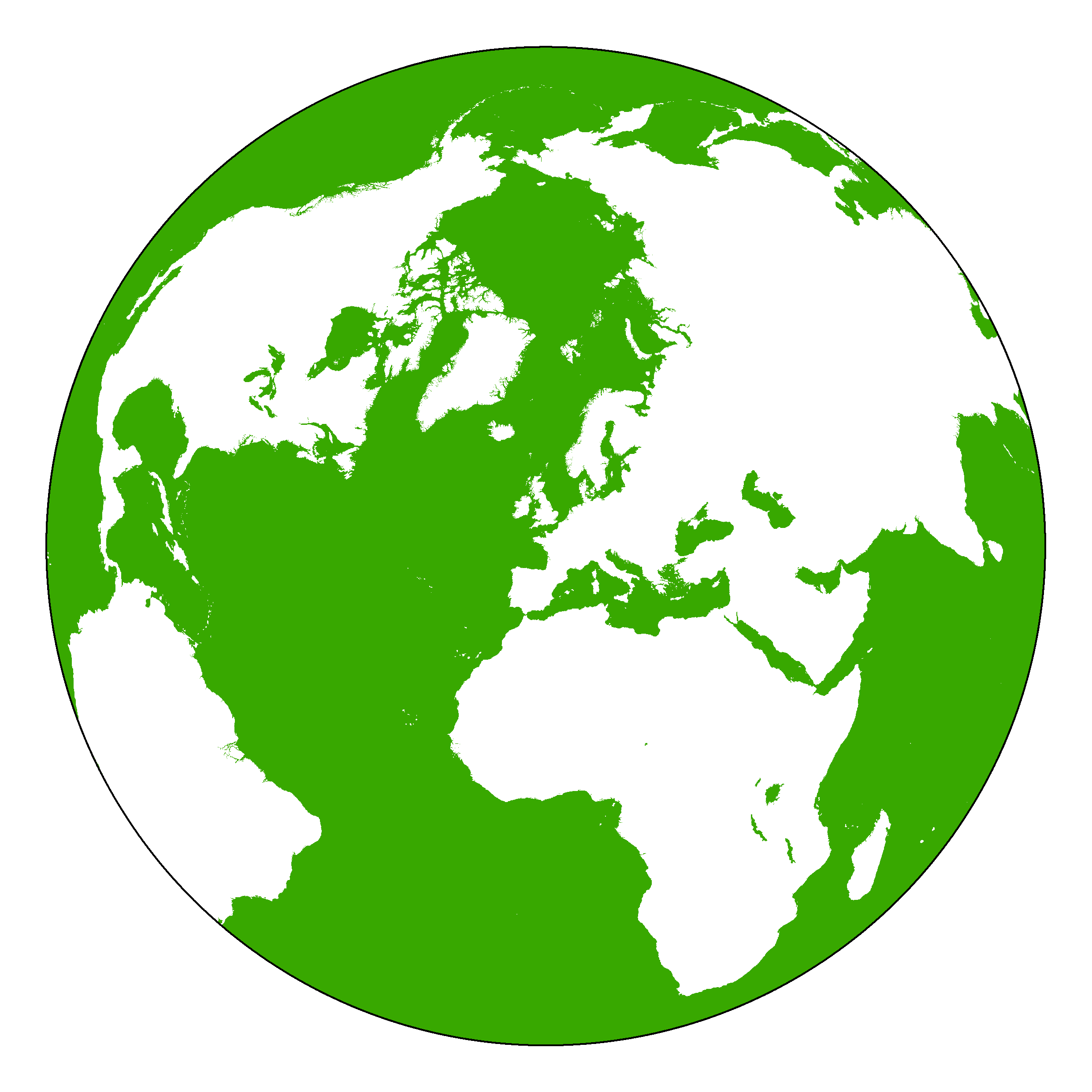
A szárazföldi félgömb

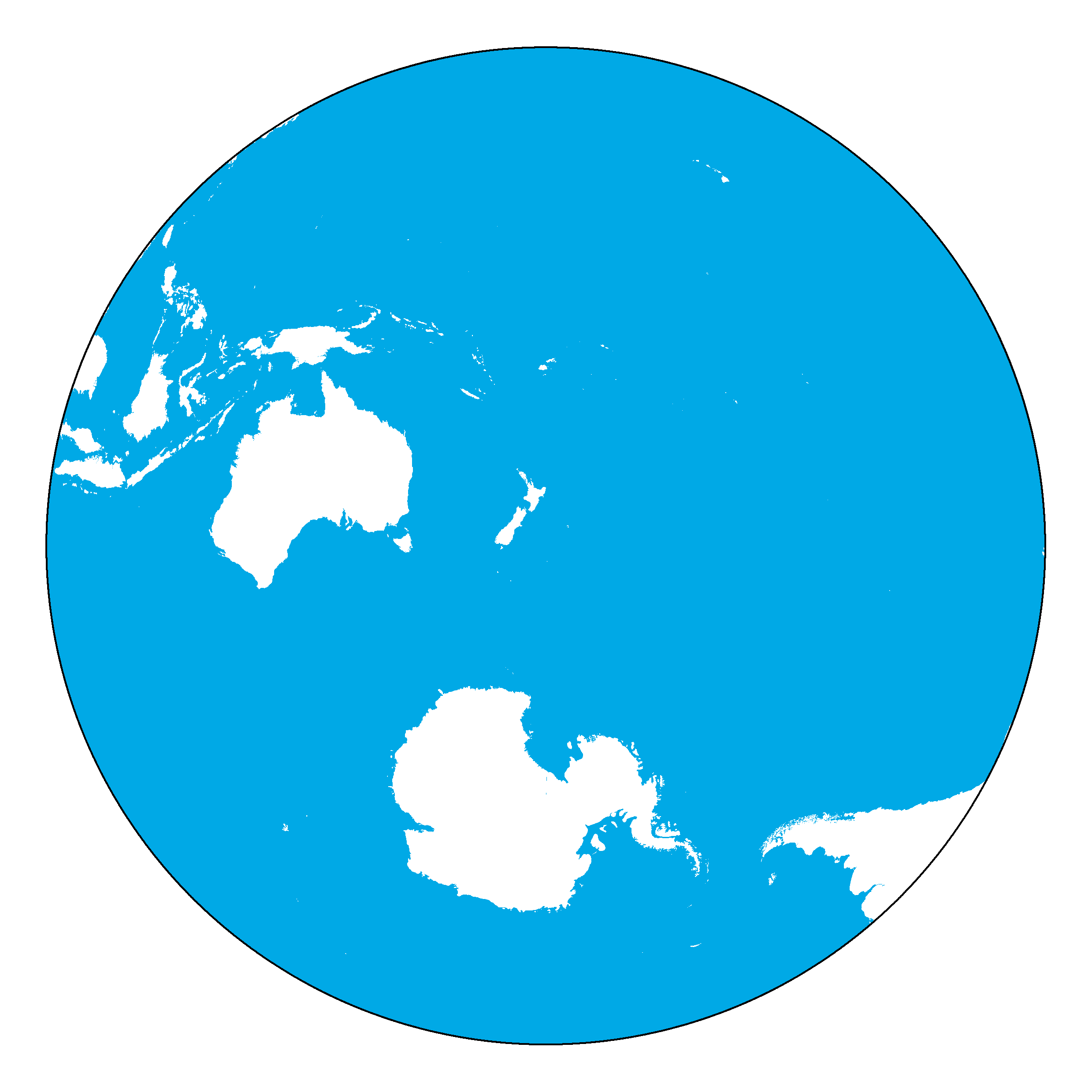
Az óceáni félgömb

A Föld felszíne rendkívül változatos domborzati formákat hordoz. A felszín közel 71%-át víz borítja, a további 29%-ot szárazföldnek nevezzük. A kéreg víz alatti teteje hasonlóan tagolt, mint a szárazföldek felszíne: hegyek, hegyláncok, árkok, síkságok váltogatják egymást mindkettőnél. Bolygónk felszíne a vulkáni tevékenység, a lemeztektonika és az erózió miatt folyamatosan átalakul, igaz ebben a folyamatban több ezer, vagy akár több millió év alatt mutatkoznak meg a változások.
A földfelszínt az óceánok és kontinensek dominanciája szerint is két félgömbre lehet osztani, az óceáni félgömbre és a szárazföldi félgömbre.

#### Óceánok
A Föld egyik legfontosabb jellemvonása a felszínén folyékony formában jelen levő nagy mennyiségű víz, ami miatt bolygónkat – elsősorban az űrkorszak idejében készült űrfelvételek alapján – „Kék Bolygóként” is szokás emlegetni. Ezen vizeket összefoglalóan hidroszférának nevezzük, amelyek összességében a földfelszín nagyobb részét – összesen 70,8%-át – borítják. A felszíni vizek többféle formában vannak jelen, kisebb-nagyobb méretű folyóvizek (erek, patakok, folyók, folyamok) és különböző méretű állóvizek (tavak, tengerek, óceánok) formájában. Ezek a vizek két fő csoportra oszthatók: sós vizek és édesvizek. Ezek közül az előbbiek vannak túlsúlyban, a hidroszféra 97,5%-a sósvíz, míg a maradék 2,5% édesvíz, amelynek viszont 68,7%-a jég formájában található meg a sarki jégsapkákban.
Az egész hidroszféra legmeghatározóbb felszíni formái az óceánok. A három, meghatározó méretű világóceán:
- Csendes-óceán
- Atlanti-óceán
- Indiai-óceán

Egyes földrajzi osztályozások a Jeges-tengert is óceánnak tartják (Északi-óceán), valamint az Antarktiszt körülvevő vizeket, a 60. déli szélességtől délre fekvő, egybefüggő tengert (az Atlanti-, Csendes- és Indiai-óceán déli területeit, Déli-óceán néven) úgyszintén.
Az óceánok {\displaystyle 1,37\cdot 10^{9}\,{\text{km}}^{3}}, azaz 1,37 milliárd km3 térfogatot, a Föld össztérfogatának – kb. 1083 milliárd km³ – mindössze 800-ad részét teszik ki. Ha az óceánok tömegét hasonlítjuk a bolygó össztömegéhez, még kisebb értéket, mindössze 4400-ad földtömegnyit – hozzávetőleg a bolygó tömegének 0,25‰-ét – kapunk (tekintve, hogy a bolygó anyagának átlagsűrűsége – 5,5 g/cm3 – sokkal magasabb, mint az egységnyi sűrűségű vízé). Ez a bolygóméretekben elenyésző mennyiségű anyag mégis 2,7 km mély vízréteget vonna a bolygó felszínére, ha az sima felületű gömb lenne. A földfelszín egyenetlensége miatt a világtengerek mélysége rendkívül széles határok között változik. Az óceánok legmélyebb pontja a Csendes-óceánon, a Mariana-árokban fekszik, 11 022 méteren, átlagos mélysége 3711 méter.
A tengervíz átlagos sótartalma 35‰. Az óceánok jelentős hatást gyakorolnak a Föld klímájára: hatalmas hőtárolóként és a tengeri áramlatok révén hő szállító közegként működnek. A tengervíz hőtároló és hőelosztó tulajdonságainak vannak állandó és véletlenszerű hatásai. Előbbire példa a Golf-áramlat, amely a trópusok melegét szállítja az Atlanti-óceánon a magasabb északi szélességekre, így pl. Európa nyugati részére, utóbbira pedig az El Niño és La Niña jelenség, amely időszakosan alakul ki és időszakosan okoz szélsőséges időjárási jelenségeket.
Az óceánok az élet bölcsői és hatalmas tárházai. Biológiai kutatások szerint a földi élet a tengervizekben alakult ki, és csak később hódította meg a szárazföldet. A ma létező fajokból több százezer a tengerek lakója.

#### Kontinensek
A földfelszín 29,2%-a szárazföld, amely kontinensekből és szigetekből tevődik össze. A kéreg kontinentális része vastagabb az óceánfenéki kéregnél és rendkívül tagolt. A felszín legmagasabb pontja a Mount Everest, 8848 méteres magasságával, míg a legalacsonyabb pont - 418 méteren fekszik a Jordánia és Izrael között fekvő Holt-tengernél. A szárazföldek átlagos szintje 840 m a tengerszint felett. A földfelszín többféle anyagból épül fel, főként kőzetekből és a talajból. A kőzetek elsősorban vulkanikus eredetűek (gránit és andezit), olyan kisebb sűrűségű anyagból épülnek fel, amelyet korábbi korok vulkánjai hoztak felszínre kéreg alól, ezzel folyamatosan megújítva a földfelszínt. Kisebb mennyiségben nagyobb sűrűségű kőzet, bazalt is található a felszínt felépítő kőzetek között. Egy másik fő kőzettípus az üledékes kőzet, valamilyen egykori tengerfenéken rétegesen lerakódott és kővé tömörödött anyag, amely a földfelszín 75%-át beborítja, ám mennyiségét tekintve mindössze 5%-ot tesz ki a kéreg felső 10 kilométer vastag rétegében. A harmadik meghatározó kőzettípus a metamorf kőzetek családja. Ezen kőzettípus korábban már létezett más kőzetekből jön létre valamilyen magas hőfokon és/vagy magas nyomáson végbemenő geológiai folyamat során. A földfelszín többi részén finom szemcsézetűbb anyag található. A talaj az alapkőzet fizikai, majd kémiai málásával jött létre, majd egy biológiai folyamat során szerves anyagokkal telítődve nyerte el jelenlegi formáját. Az emberi élet szempontjából a talaj a legjelentősebb a felszínt felépítő anyagokból, hisz ez alkalmas egyedül mezőgazdasági művelére, élelmiszertermelésre.

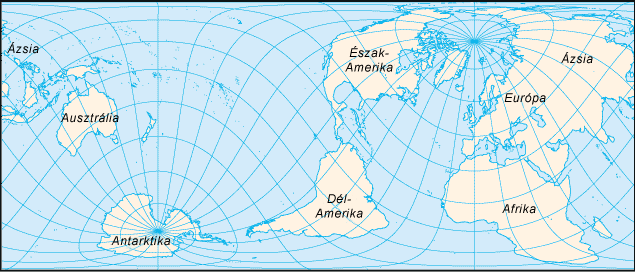

A földrajztudomány a földfelszínt nagyobb egységekre bontja, ezek a kontinensek:
- Európa
- Ázsia
- Afrika
- Amerika
- Ausztrália és Óceánia
- Antarktisz

Az egyes földrészeken azonban ettől eltérő beosztásokat is tanítanak a földrajzórákon. Létezik 4–5–6–7 kontinenses felosztás is. Ezekben Európát és Ázsiát külön, vagy Eurázsiaként összevontan, sőt Afrikával Afroeurázsiaként is összevonva, valamint Amerikát Észak- és Dél-Amerikaként külön és összevontan tekintik egy-egy kontinensnek Antarktisz és Ausztrália mellett.
- 4 kontinenses felosztás: Amerika – Afro-Eurázsia – Ausztrália (és Óceánia) – Antarktisz
- 5 kontinenses felosztás: Amerika – Afrika – Eurázsia – Ausztrália (és Óceánia) – Antarktisz
- 6 kontinenses felosztás: Amerika – Afrika – Európa – Ázsia – Ausztrália (és Óceánia) – Antarktisz
- 6 kontinenses felosztás (másik változat): Észak-Amerika – Dél-Amerika – Afrika – Eurázsia – Ausztrália (és Óceánia) – Antarktisz
- 7 kontinenses felosztás: Észak-Amerika – Dél-Amerika – Afrika – Európa – Ázsia – Ausztrália (és Óceánia) – Antarktisz
- 7 kontinenses felosztás (másik változat): Amerika - Afrika - Ázsia - Európa - Ausztrália - Óceánia - Antarktisz
- 8 kontinenses felosztás: Észak-Amerika, Dél-Amerika - Afrika - Ázsia - Európa - Ausztrália - Óceánia - Antarktisz
- 8 kontinenses felosztás (másik változat): Amerika - Afrika - Ázsia - Európa - Ausztrália - Óceánia - Antarktisz - Közép - és Dél-Atlanti-óceáni térség
- 9 kontinenses felosztás: Észak-Amerika - Dél-Amerika - Afrika - Ázsia - Európa - Ausztrália - Óceánia - Antarktisz - Közép - és Dél-Atlanti-óceáni térség

A kontinensek geológiai időmértékkel mérve nem állandó képződmények. A tektonikai lemezeket érintő kutatások kiderítették, hogy a ma ismert kontinensek egykor egyetlen szuperkontinenst alkották, a Pangeát. Ez a szuperkontinens darabolódott fel, először Laurázsiát és Gondwanát létrehozva, majd a két nagy egység továbbdarabolódásával jöhettek létre a mai kontinensek. A jövőben ez a folyamat tovább folytatódik, így például Afrika és Európa (Eurázsia) eggyé válhat – eltüntetve a Földközi-tengert –, de Afrika keleti része leválhat a fekete kontinensről és a Nagy-hasadékvölgy helyén tenger fog hullámzani.

### A légkör

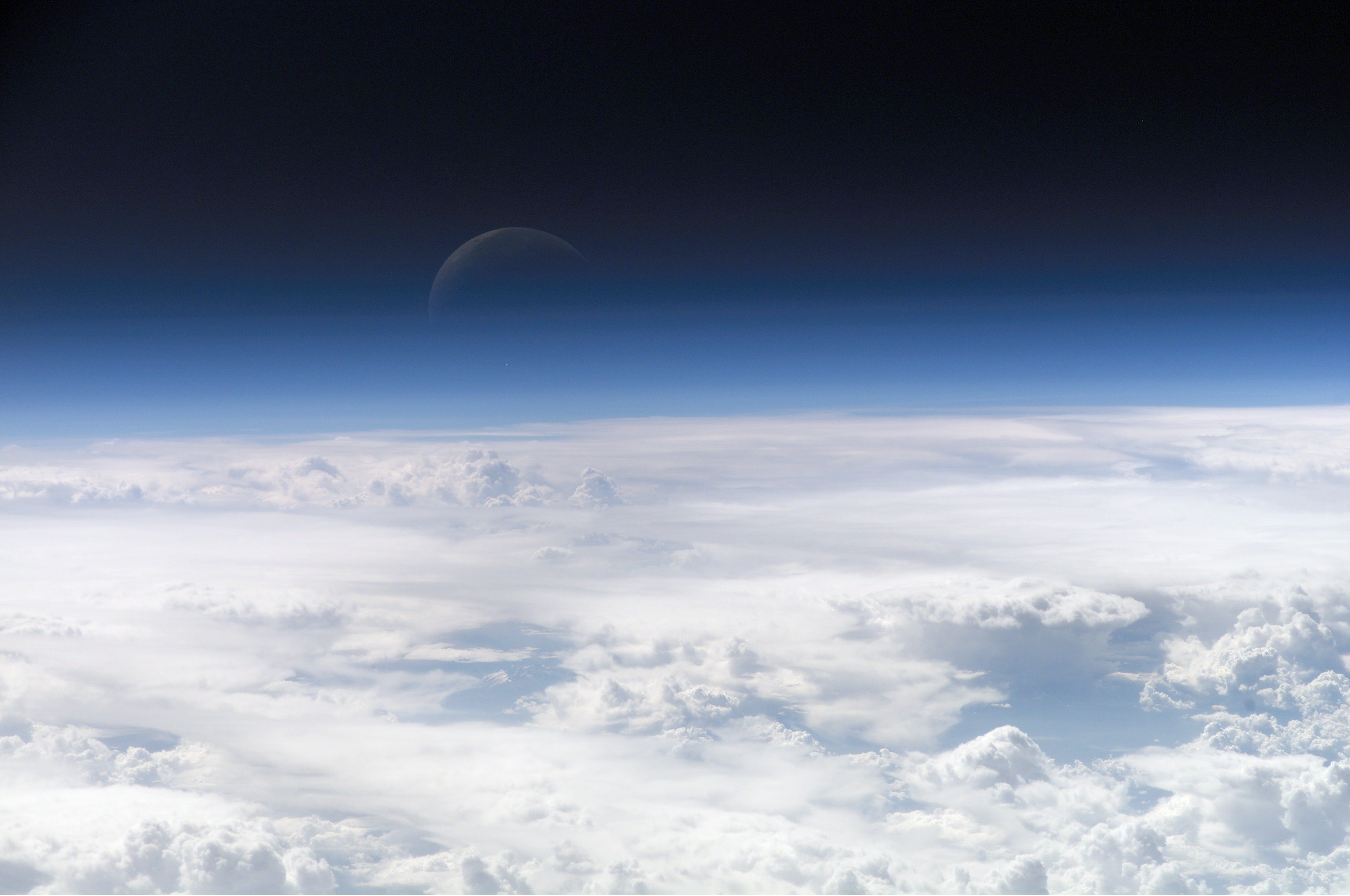
A légkör az űrből nézve: egy fénylő kék fénysáv bolygónk körül

A Föld légköre a bolygó felszínét körülölelő gázburok, amelyet a gravitáció tart a helyén. A gázburok össztömege 5,1480×1018 kg, ebből adódóan a tengerszinten mért légnyomás 101,3 kPa (= 1 atmoszféra (atm) = 760 torricelli (torr) = 736,6 higanymilliméter (Hgmm)), amely a tengerszint feletti magasság növekedésével – a légkör ritkultával – csökken. Emiatt a folyamatos ritkulás miatt a légkör és a világűr között nincs éles határ. Az űr határát, az ún. Kármán-vonal jelenti, egy 100 kilométer magas képzeletbeli vonal, azonban itt még olyan sűrű a légkör, hogy az ott közlekedő űreszközök maximum 1-2 napig képesek stabilan pályán maradni, utána a légellenállás annyira lelassítja őket, hogy visszazuhannak a földfelszínre.
A légkör nem mozdulatlan légtömeg, a napfény hője, valamint a Coriolis-erő hatására állandó cirkulációban van. A hétköznapi megfigyelés szintjén ez különböző szelek, szélrendszerek formájában jelenik meg.
A légkört alkotó gázokat gyűjtőnéven levegőnek nevezzük. A levegő 78,08% nitrogénből, 20,95% oxigénből, 0,93% argonból, 0,038% szén-dioxidból, továbbá vízpárából és nyomokban hidrogénből, héliumból és más nemesgázokból tevődik össze. A gázokon és a vízpárán kívül más anyagok is találhatóak a légkörben, amelyek egy része természetes, más része mesterséges, az ember tevékenységei által a levegőbe juttatott szennyezőanyag. A természetes légköri anyagok a por, a pollenek, vulkáni por és hamu és a meteoroidok. A mesterséges anyagok a gyárak és a közlekedés által a légkörbe bocsátott por, klór, fluor, higany, kén stb.
Az atmoszférát sávokra osztjuk a levegő fizikai tulajdonságai alapján:
- Troposzféra: a földfelszíntől az egyenlítőnél 17, a sarkok felett azonban csak 7 kilométer magasságig húzódó légréteg, amelyet a földfelszín kisugárzott hője melegít fel és amelyben a magassággal csökken hőmérséklet. Ez a réteg teszi ki a teljes légkör tömegének 80%-át, itt folyik a légiközlekedés. A réteg felső határát az ún. tropopauza jelenti.
- Sztratoszféra: a tropopauza és a közelítőleg 50-55 kilométer magasságban húzódó sztratopauza közötti réteg. A tropopauza feletti légtérben a levegő teljesen száraz, sem vízpára, sem jégkristályok nincsenek már és a hőmérséklet a magasság növekedésével enyhén emelkedik. A légköri nyomás a felszíni nyomás ezredrészéig csökken ebben a rétegben.
- Mezoszféra: a sztratopauza és 80-85 kilométer magasság közötti, a mezopauzáig terjedő réteg. A sztratorszféra feletti rétegben a magasság/hőmérséklet összefüggés ismét megfordul, itt a hőmérséklet újra csökken a magasság növekedésével. A réteg tetején mérhető a legalacsonyabb hőmérséklet a bolygón, a mezopauzában átlagosan -100 °C van. A Földdel találkozó kozmikus porszemcsék ebben a rétegben elégve okozzák a hullócsillag jelenséget.A troposzféra és a sztratoszféra és a mezoszféra együtt alkotja a homoszférát.
- Termoszféra: a mezoszféra feletti, a naptevékenység alakulásától függően 350-800 kilométer magassági terjedő légréteg, amelyben újra megfordul a hőmérséklet és a magasság közötti összefüggés: a magassággal a hőmérséklet növekszik egészen a termopauzáig, amelytől felfelé viszont már állandó marad. A hőmérséklet ebben a magasságban elérheti az 1500 °C-ot (bár a gázmolekulák itt már olyan ritkán helyezkednek el egymáshoz képest, hogy a hétköznapi értelemben vett hőmérséklet itt nem értelmezhető. Az űrhajózásban ez a leginkább használt zóna, itt húzódik az ún. alacsony Föld körüli pálya, itt kering a Nemzetközi Űrállomás, vagy az űrrepülőgépek, a műholdak nagy része.
- Exoszféra: a termoszféra feletti, főként hidrogénből és héliumból álló, a napszél által alakított legfelső légköri réteg. Az ebben a rétegben levő gáz már nem hasonlít a köznapi értelemben vett levegőre, vagy más gázra, a molekulák több kilométert is sodródhatnak, mire egy másikkal ütköznének. Ezek a részecskék erősen ki vannak téve a napszél hatásának, illetve a mágneses tér erővonalainak terelő hatásainak. Ebben a rétegben már szinte kizárólag csak hidrogén és hélium található. Az exoszféra és a termoszféra együtt alkotja a heteroszférát.

Az öt fő réteg mellett egyéb tulajdonságok alapján más rétegeket is megkülönböztetünk. Ilyen például az ózonréteg, amely a sztratoszféra 15–35 km-es sávjában található, ahol az ózonkoncentráció sokkal magasabb, mint a légkör többi részében. A réteg modern kori ritkulása, az ún. ózonlyuk a felszínre jutó káros sugárzás növekedésével, az élőlényekre ható káros hatásokkal jár. Másik ilyen réteg az ionoszféra, egy 50 és 1000 kilométer között elhelyezkedő, a nap sugárzása által ionizált gázokból álló képződmény, amely a magnetoszféra belső határát is kijelöli egyben.

### Mágneses mező

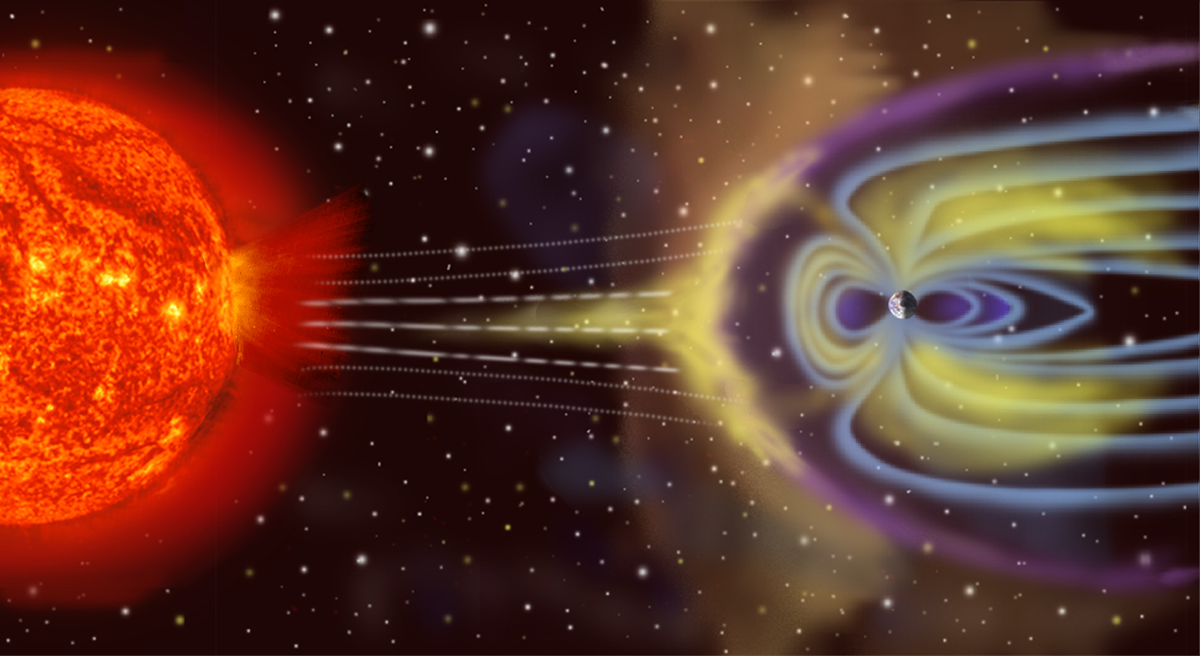
A Föld mágneses mezejének grafikus ábrázolása

A Föld mágneses mezeje egy mágneses dipólus, hasonló, mint egy rúdmágnes által generált mágneses mező. A rendszer két pólusa közelítőleg megegyezik a földrajzi északi és déli pólussal (érdekesség, hogy a mágneses mező déli pólusa az Északi mágneses pólussal és a mező északi pólusa a Déli mágneses pólussal egyezik meg), a két mágneses sarkot összekötő képzeletbeli tengely 11,3°-kal tér el bolygónk forgástengelyétől. A mágneses sarkok nem stabilak, átlagosan 15 kilométert vándorolnak arrébb a földfelszínhez viszonyítva minden évben (a két mágneses pólus egymástól független irányokba vándorol és nem pontosan a földgömb átellenes pontjain helyezkednek el). A mező instabilitásának másik jele a nagyjából 200 000 évente bekövetkező pólusváltás. Hawaii vulkánjainak megfigyeléséből származó, a kőzetekben megőrződött mágnesesség mérésein alapuló feltételezések szerint időről időre megváltozik a mágneses mező polaritása, a legutóbbi ilyen esemény 780 000 évvel ezelőtt következett be. A mágneses mező eredete feltételezhetően a bolygómagban létrejött dinamóhatás, amelyben a mag olvadékának áramlása hatására létrejövő áramlatok elektromos áramot és mágneses mezőt indukálnak.
A földmagban indukálódott mágneses mező rendkívül kiterjedt, a felszíntől több tízezer kilométerre elnyúló mágneses buborékot, az ún. magnetoszférát hozza létre bolygónk körül. A magnetoszféra alakja nem gömbszimmetrikus, hanem üstökösre hasonlít, mivel a napszél nyomása eltorzítja (a Föld nappali oldalán összenyomja, a felszínhez közelebbre tolja a magnetoszféra határát, míg az éjszakai oldalon csóvaként elnyújtja).
A magnetoszféra védőburkot von a Föld köré, a sugárzások nagy részének kiszűrésével lehetővé tette az élet kialakulását és védelmezi azt a kezdetek óta. A magnetoszféra jelenlétére két kísérleti bizonyíték létezik. Az egyik a sarki fény, a világűrben a napszéllel áramló részecskék, légköri gázok ionizálása közben felszabaduló fotonok okozta fényjelenség, a mező erővonalai mentén. A másik az iránytű, egy eszköz, amelyben a tű a mágneses észak–déli irány felé áll be.

## Helye és mozgása a Naprendszerben
A Föld a Naptól számítva a harmadik bolygó. Központi csillagunk körüli pályája közel kör alakú, átlagos naptávolsága – amelyet Csillagászati egység (CsE) jelöléssel a Naprendszerbeli távolságok mérőszámaként is szokás alkalmazni – 150 millió kilométer. Az ellipszispálya napközelpontja 147 098 074, naptávolponja 152 097 701 kilométeren található. A Föld a Merkúrral, a Vénusszal és a Marssal együtt a Föld-típusú bolygók vagy más néven kőzetbolygók családjába tartozik, amelyek a Belső Naprendszer meghatározó objektumai. A Naprendszerbeli elhelyezkedése az ún. lakható övezetbe esik, abba a zónába, ahol a hőmérséklet elég meleg az élet alapkövét jelentő víz folyékony halmazállapotban tartására.
2011-ben a NASA Wide-field Infrared Survey Explorer (WISE) műholdjának adatai segítségével egy kb. 300 méter átmérőjű Trójai-típusú kísérőt azonosítottak 2010 TK7 néven az egyik Lagrange-pontban.

### Keringése
Bolygónk a Nap körül kering, egy keringést 365,242199 nap alatt tesz meg. A keringés iránya nyugatról kelet felé mutat (a Nap szemszögéből nézve), egy a Nap és a Föld északi pólusa felett elhelyezkedő megfigyelő az óramutató járásával ellentétes keringést figyelhetne meg. A Föld átlagos pályamenti sebessége 30 km/s, amellyel a csillagos égbolthoz képest közelítőleg 1°-ot halad előre naponta a bolygó (a csillagok egy év alatt egy teljes kört írnak le látszólagos égi pályájukon a földi megfigyelő számára, emiatt az égbolt egy adott pontja minden nap kb. 4 perccel korábban kel fel a horizonton). A csillagászati és matematikai modellek nem egységesek a Föld keringésének stabilitását illetően. A legtöbb modell hosszú időn át – százmillió, vagy évmilliárdos skálán – stabil pályát vetít előre, egyes modellek szerint azonban megjósolhatatlanok a pályaváltozások.

### Tengelyferdesége
Földünk egyenlítője az ekliptika síkjával jelenleg 23,44°-ot zár be, amely egy korábbi bolygóközi ütközés eredménye. A tengelyferdeség és a Nap körüli keringés közös hatása az évszakok kialakulása a felszínen. A tengelyferdeség miatt a földfelszín egy adott pontjának megvilágítottsága állandóan változik az év során, ez periodikus évszak-változásokat okoz. Az északi féltekén nyár van, amikor az Északi-sarkpont a Nap felé fordul (ugyanekkor tél van a déli féltekén) és tél van, amikor a Déli pólus fordul a Nap felé (és ugyanekkor nyár van a déli félgömbön). Nyáron a nappalok hosszabbak és a hosszabb besugárzás miatt magasabb hőmérséklet alakul ki, míg télen rövidebb ideig tart a nappal és alacsonyabb a hőmérséklet is. A hatás az egyenlítőhöz közelebb kevésbé érezhető, a földrajzi szélesség emelkedésével egyre markánsabb. Az északi és déli sarkkörön túl pedig speciális megvilágítottsági viszonyok alakulnak ki: vannak időszakok, amikor több mint 24 órán át tartó éjszaka, vagy ugyanígy több mint 24 órán át tartó nappal van.
A bolygó keringésének négy kitüntetett pályapontját tartja számon a csillagászat, ezek egyben az évszakok határát kijelölő dátumok is. Ilyen a két napforduló (a téli napforduló az északi féltekén december 21. vagy 22-én, a nyári napforduló pedig június 21-én), amikor a Föld forgástengelye legnagyobb szögben hajlik el a napsugaraktól. Ilyenkor vannak a leghosszabb és legrövidebb nappalok az egyes féltekéken. Illetve ilyenek a nap-éj egyenlőségek, amikor a Nap pontosan 90°-ban delel az egyenlítő fölött (a tavaszi nap-éj egyenlőség napja az északi féltekén március 21., az őszi nap-éj egyenlőségé pedig szeptember 22.).

### Tengelyforgása
A Föld a saját tengelye körül forgó mozgást végez. A forgás nyugatról kelet felé történik (ha az északi pólus felől tekintenénk a bolygóra, az óra járásával ellentétes irányú forgását tapasztalnánk). Bolygónk egy fordulata a viszonyítási ponthoz képest értelmezendő. 24 óra egy szoláris nap, amely egy időegység, a nap hossza is. Az időmérésre használt nap hossza – 86 400 másodperc –, a Naphoz mért forgási idő, azaz központi csillagunk két egymást követő delelése között eltelt átlagos idő. A csillagos égbolthoz képest azonban szoláris időben nem 24 órás napot mérhetünk, hanem csak 23 óra 56 perc 4,1 másodperc hosszút. Ez az időtartam egy tetszőleges csillag (kivéve a Nap) két delelése között eltelt idő, a sziderikus nap. A két időtartam közötti közel négy perc különbséget a Föld Nap körüli pályáján való egy nap alatti elmozdulása okozza. Létezik még egy harmadik időtartam is a nap hosszára vonatkoztatva, a csillagnap: ez a sziderikus nap hosszához képest mindössze 8,4 milliszekundummal rövidebb, és a különbség a Föld tengelyének precessziója miatti elmozdulásból ered.
A forgás eredete a Naprendszer kialakulásának idejéből származtatható: a 4,6 milliárd évvel ezelőtt született Naprendszer a központi protocsillag körül forgó anyagból álló rendszer volt és ez az egykori forgás konzerválódott az ebből az anyagból létrejött objektumokban. A rendszerben jelen lévő gravitációs hatások azonban folyamatosan változtatnak az égitestek forgásán. A nap hossza a Hold által keltett árapály jelenség miatt folyamatosan növekszik, mivel az a Föld forgását folyamatosan lassítja. A modern időmérés alapjának számító másodperc korábban a Föld keringéséből származtatott mértékegység volt, azonban mára az egykor rögzített időtartam és a tényleges, keringésből mért időtartam eltér. Az eltérés nagyon csekély. Hogy az időszámítás ne boruljon fel, időnként szükség szerint egy-egy negyedév végén a Nemzetközi Távközlési Unió szökőmásodpercek beiktatásával igazítja az időszámítást a Föld valós mozgásához.
A Föld tengely körüli forgása nyilvánvaló a Nap és a Hold égi mozgásának megfigyeléséből. A korai megfigyelők ezt a mozgást az égitestek Föld körüli keringésével magyarázták – a geocentrikus világkép alapvetéseként –, azonban az elméletben is meghaladott „mozdulatlan Föld” koncepcióját a 19. század fizikai kutatásai a Coriolis-erő hatásának bemutatásával kísérleti bizonyítékkal is cáfolták. A Coriolis-erő bemutatására szolgáló kísérletek bolygónk tengely körüli forgását igazolják.
A Föld forgásának sebessége az Egyenlítőn 465 m/s, azaz kb. 1674 km/h, míg a mi szélességi fokunkon kb 1200 km/h.
Azokban az időszakokban, amikor kicsit is lassul a Föld forgása, átlagosan több természeti katasztrófa, pl. több földrengés történik. A lassulás olyan időjárási jelenségeket is felerősíthet, mint például az El Niño, amely erős hurrikánokat idéz elő. A tudósok még mindig csak kevéssé értik, hogy miért okozza a föld tengely körüli sebességének változása a természeti katasztrófák gyarapodását.

## Élet
A Földön úgy 3,5 milliárd éve indult el egy folyamat, amelyet élet néven foglalunk össze, és amely mai ismereteink szerint egyedülálló a világegyetemben. A Földön 1900 óta 400 gerinces állatfaj pusztult ki, elsősorban az emberiség által okozott környezeti változások és a vadászat miatt. Ez a kihalási ütem hasonló a 65 millió éve a dinoszauruszok kipusztulásáért felelős eseményhez. Évente 50 állatfaj kerül közelebb a kihaláshoz, ezek 41 százaléka kétéltű, negyede emlős állatfaj a Természetvédelmi Világszövetség (IUCN) felmérései szerint.

## A Hold
Bolygónknak egy természetes kísérője van, a Hold. Földünk egyetlen kísérője egy 4,5 milliárd évvel ezelőtt, a korai Föld és egy nagyjából Mars méretű bolygócsíra ütközése nyomán keletkezett égitest, amely bolygónk körül kering. Méretét tekintve jelentékeny – átmérője a Földének ¼-ét teszi ki –, a belső Naprendszerben egyedülállóan nagy holdról van szó, naprendszerbeli összehasonlításban is az ötödik legnagyobbról beszélhetünk. Eredete sokáig tudományos viták tárgya volt (távolról érkezett, befogott kisbolygónak, a Föld testéből a kezdeti idők gyors tengely körüli forgása miatt kiszakadt égitestnek is hitték), a keletkezéstörténet bizonyítékait az Apollo-program űrhajósai hozták haza, így csak az 1970-es évekre lett bizonyosság, hogy egy becsapódás nyomán bolygónk testéből kiszakadt anyagból állt össze.

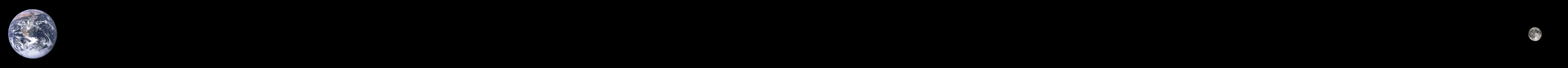
A Föld-Hold rendszer méretarányos modellje

A Földhöz közel, átlagosan 384 000 kilométerre – nagyjából 30 Föld-átmérőnyire – kering a Föld-Hold rendszernek a Föld felszíne alatt, bolygónk belsejében levő tömegközéppontja körül. Keringése ún. kötött keringés, azaz mindig ugyanazt az oldalát mutatja felénk, csillagászati megfogalmazás szerint a tengelyforgási és Föld körüli keringési ideje megegyezik. A sziderikus keringési ideje, azaz a Föld körüli (a csillagos háttérhez viszonyított) egy fordulat megtételéhez szükséges idő 27,3 nap, a teljes fényfázis változás ideje, azaz a szinódikus keringése 29,5 nap. Keringési síkja bár nem egyezik meg vele, de nagyon közelít az ekliptikához. A kis eltérés egyben azt is jelenti, hogy nem minden újholdkor kerül a Nap és a Föld közé – nem minden hónapban van napfogyatkozás –, csak ritkábban, nagyjából félévente, igaz akkor is mindig a földfelszín más és más pontjain.

A Hold fázisai és librációja a Földről nézve

A Holdnak a Földre gyakorolt hatásai erőteljesek. Az égitest Föld körüli keringésének tudják be a tudósok ma az élet sikerét is: kísérőnk stabilizálta a Föld tengelyferdeségét (nem engedte billegni a forgástengelyét), így az éghajlat viszonylag állandó maradhatott akár több százmillió éves skálán, így az élőlényeknek nem kellett extrém környezeti változásokhoz alkalmazkodni. A Hold mindennapokban jelentkező hatása az árapály jelenség. Az égitest tömegvonzása hatására a földfelszín Hold felé mutató része megemelkedik (különösen a tengervíz, mivel a folyadékok alakváltoztatási képessége jobb), az előtte és utána 90°-kal fekvő terület pedig lesüllyed, amely a Föld forgásának sebességével mozgó hullámot alkot. Az árapály jelenség legfőbb hatása a Földre bolygónk tengely körüli forgásának – azaz a nap hosszának – lassú növekedése. Modellszámítások szerint nagyjából 400 millió évvel ezelőtt egy év hozzávetőleg 400 napig tartott, mivel a nap hossza csak 21,8 óra volt.
A Hold megfigyelése már a történelem előtti időkben megkezdődött, majd a távcsöves észlelésekkel folytatódott, és napjainkban űrszondás kutatásokban, sőt az Apollo–program űrhajósokkal végzett expedícióiban csúcsosodik ki. A Hold megismerése kulcsfontosságú a Föld korai történetének modellezése szempontjából, mivel bolygónk felszíne az aktív geológiai folyamatok miatt állandóan változik, megújul, így a nagyjából 1 milliárd évvel ezelőtti időszak előttről nem maradt fenn megismerhető maradvány. Mivel azonban ma már tudjuk, hogy a Föld-Hold rendszer 4,5 milliárd éve együtt fejlődik, vagyis azonos kozmikus hatásoknak volt kitéve, azt is tudjuk, hogy a holdfelszínen megörződött geológiai történelem a Föld őstörténetét is bemutatja.
A Hold után minden más bolygónak a körülötte keringő kísérőbolygójára holdként hivatkoznak, ahogy a Föld körüli pályára állított mesterséges objektumokra is: ezek a műholdak.

## 2016 HO3
A 2016 HO3-t 2016. április 27-én fedezte fel a NASA.
A 2016 HO3-nak nevezett aszteroida a Nap körül kering, eközben a Föld körül is. Ahhoz túl messze van, hogy egyfajta természetes holdnak tekintsük, mégis kiváló példája egy kvázi-holdnak, ami egy földközeli objektumnak felel meg. A 2016 HO3 nagyjából 40-100 méter átmérőjű, és keringésének félidejét a Naphoz közelebb, míg másik felét távolabb tölti. Ahogy a NASA szakértője, Paul Chodas fogalmazott a sajtóközleményben, “ez a csepp aszteroida egy kis táncba kezdett a Földdel”. Habár a 2016 HO3 hol közelebb, hol távolabb van hozzánk, bolygónk gravitációs ereje megakadályozza, hogy túl közel, vagy túl messze kerüljön, így soha nincs messzebb, mint a Hold-Föld távolság százszorosa, és soha nincs közelebb, mint ennek harmincnyolcszorosa. Mindez azt jelenti, hogy nagyjából 14 millió kilométernyire kering tőlünk az áprilisban felfedezett kísérő, melyről azt mondják, körülbelül egy évszázada csatlakozott hozzánk.

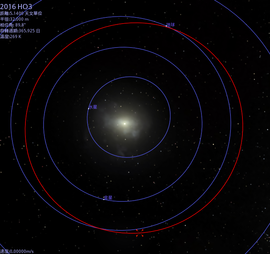
A 2016 HO3 pályája a Nap és a Föld körül
- A 2016 HO3 keringése a Nap és a Föld körül (animáció)